# Frederik Thaarup

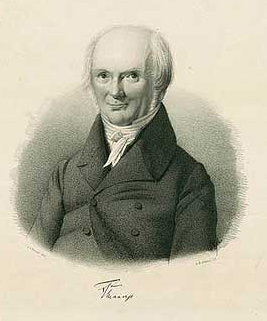
Frederik Thaarup.

Frederik Thaarup, född 9 december 1766 i Köpenhamn, död 9 juli 1845 i Jægersborg, var en dansk statistiker, far till Christen Thaarup.
Efter att ha varit verksam i räntekammaren blev Thaarup 1793 e.o. professor i statistik vid Köpenhamns universitet, var därefter från 1797 fogde i Norge, blev 1804 amtman på Bornholm och kom 1810 som kommitterad i generaltullkammaren åter in i centraladministrationen, men blev sex år senare tull- och konsumtionskassör i Helsingør. Efter att ha tagit avsked 1819 höll han föreläsningar i Köpenhamn om statsekonomi och levde som litteratör och journalist, utgav tidningen "Dagen" 1822-35, skrev talrika inlägg i tidskrifter, bland annat om dansk konsthistoria i "Kjøbenhavns skilderie".
Störst betydelse hade han som statistiker. Efter Kort vejledning til det danske monarkis statistik (1790) kom en utförligare vägledning 1794 (på tyska 1795), Materialier till statistiken, hans "Arkiv for statistik" (1795-98), vidare en del bornholmsk statistik (Smaae bidrag [1806-10], Kort oversigt [1810]) och 1839 den utförliga amtsbeskrivningen (som led i Landhusholdningsselskabets amtsserie). Hans huvudarbete är Udførlig vejledning til det danske monarkis statistik (sex band, 1812-19), föregångare till Adolf Frederik Bergsøes (och senare Cordt Traps) "Danmarks statistik"; särskilt förtjänstfull är hans Statistisk udsigt 1825. Vidare kan nämnas hans Finansstatistik (1836) och Haandbog for fabrikanter. 
Thaarup ägnade sig även åt köpenhamnsk topografi (Journal og haandbog for Kjøbenhavnere, Haandbog for ejere af gaarde i Kjøbenhavn [1819], Kjøbenhavns mærkværdigheder [1821]), skrev om spannmålsproduktion och -handel (1820), om öresundstull (1821) och dansk handelsrätt, om dansk-asiatisk kompaniet (1824), om trädgårdsnäringen, utgav tillsammans med Jacob Hornemann Bredsdorff 1835 Smaa afhandlinger, fædrelandet vedkommende (eftertryck från "Statsvennen"), en kort tid "Penia" och mycket annat.